# مرتفعات ويذرنغ (فلم)
مُرتفعات ويذرنغ إيميلي برونتي (بالإنجليزية: Emily Brontë's Wuthering Heights) فيلم أُنتِج في 1992 عن رواية مرتفعات ويذرنغ للكاتبة الإنكليزية إيميلي برونتي. أخرجه بيتر كوزمينسكي، وأنتجته أفلام باراماونت التي اضطرت إلى تسمية الفيلم باسم مرتفعات ويذرنغ إيميلي برونتي لأن حقوق الاسم القصير مرتفعات ويذرنغ محفوظة لشركة مترو غولدوين ماير مُنذ 1939، حيث هددت مترو غولدوين ماير بمقاضاة باراماونت، وفرضت عليها غرامة قدرها ألفان وخمسمائة دولار عن كل مرة يُذكر فيها اسم الفيلم بدون إضافة إيميلي برونتي. 
الفيلم من بطولة جولييت بينوش في دور كاثرين إيرينشاو، وريف فاينز في دور هيثكليف.
عبارة إعلانية: شغف. هوس. حُب دمر كل ما مسه.

## وصلات خارجية
- مقالات تستعمل روابط فنية بلا صلة مع ويكي بيانات

1. ↑  "معلومات عن مرتفعات ويذرنغ (فيلم) على موقع moviemeter.nl". moviemeter.nl. مؤرشف من الأصل في 2013-09-28.
2. ↑  "معلومات عن مرتفعات ويذرنغ (فيلم) على موقع svenskfilmdatabas.se". svenskfilmdatabas.se. مؤرشف من الأصل في 2019-12-13.
3. ↑  "معلومات عن مرتفعات ويذرنغ (فيلم) على موقع rottentomatoes.com". rottentomatoes.com. مؤرشف من الأصل في 2016-03-10.